# Torey Krug
Torey Krug (Royal Oak, 12 aprile 1991) è un hockeista su ghiaccio statunitense.

## Palmarès

### Mondiali
- 1 medaglia:
  - 1 bronzo (Repubblica Ceca 2015)